# شوالیه هفت پادشاهی
«شوالیه هفت پادشاهی» (به انگلیسی: A Knight of the Seven Kingdoms) دومین قسمت از فصل هشتم مجموعه تلویزیونی بازی تاج‌وتخت و به‌طور کلی شصت و نهمین قسمت پخش شده از این مجموعه است. این قسمت توسط بریان کاگمن نوشته شد و توسط دیوید ناتر کارگردانی شد و در تاریخ ۲۱ آوریل ۲۰۱۹ از شبکه تلویزیونی اچ‌بی‌او به نمایش درآمد. مدت زمان این قسمت ۵۸ دقیقه است.

## داستان
داستان با محاکمه جیمی لنیستر توسط دنریس تارگرین شروع می‌شود. سِر جیمی با اجازه سانسا استارک و ضمانت برین تارث در وینترفل می‌ماند. جیمی از برن استارک به خاطر پرت کردن وی از بالای قلعه عذرخواهی می‌کند و برن نیز قبول می‌کند.
تیان گریجوی به وینترفل می‌آید تا در کنار شمالی‌ها مبارزه کند. تورموند جاینتسبین به وینترفل می‌رسد و به جان اسنو خبر رسیدن وایت واکرها را می‌دهد. جان اسنو به همراهی دیگران تشکیل جلسه می‌دهند و قرار می‌شود برن خود را طعمه‌ای برای کشتن شاه شب قرار دهد.
درحالی که تیریون لنیستر به همراه جیمی گفتگو می‌کنند، لیدی برین وارد می‌شود، جیمی او را شوالیه هفت پادشاهی می‌کند و پس از آن پادریک شروع به خواندن آواز می‌کند.
آریا استارک و گندری به معاشقه می‌پردازند. دنریس به سردابه می‌رود در حالی که جان اسنو در کنار مزار لیانا استارک ایستاده‌است. جان به دنریس می‌گوید که فرزند لیانا و ریگار تارگرین است و نام اصلی وی ایگان تارگرین می‌باشد. در همین حال شیپور به صدا در می‌آید و ارتش مردگان به وینترفل می‌رسد.